# Christentum in Oman
Das Christentum ist die Religion von 2,5 % der Bevölkerung in Oman, etwa 64.000 Menschen.
Fast alle Christen kommen aus anderen Ländern. Davon sind die meisten aus den Philippinen, Indien oder westlichen Ländern.
Es existieren 90 Gemeinden. Mehr als 50 aktive Gruppen und Versammlungen des christlichen Glaubens bestehen in der Metropolregion Maskat. Die Evangelische Kirche in Oman, die katholische Diözese Omans und das al-Amana-Zentrum sind durch das Ministerium für Stiftungen und religiöse Angelegenheiten anerkannt. Mindestens eine St Thomas Christian Church ist in Oman vorhanden.
Es ist verboten, Muslime zu missionieren. Oman hat zwar christliche Schulen; Unterricht im Islam ist allerdings an öffentlichen Schulen für alle Pflicht.

## Katholizismus
Laut der Volkszählung von 2005 leben 3.001 Katholiken in Oman. Oman gehört zum Gebiet des Apostolischen Vikariats Südliches Arabien. Im Land gibt es vier katholische Pfarreien: zwei in Maskat sowie je eine in Salala und in Suhar.

## Protestantismus
0,4 % der Bevölkerung Omans sind Protestanten.
Oman gehört zum Gebiet der Diocese of Cyprus and the Gulf der Episkopalkirche von Jerusalem und dem Nahen Osten. 21 protestantische Konfessionen existieren in Oman.